# Saponaria pinetorum
Saponaria pinetorum är en nejlikväxtart som beskrevs av Ian Charleson Hedge. Saponaria pinetorum ingår i släktet såpnejlikor, och familjen nejlikväxter. Utöver nominatformen finns också underarten S. p. elatior.